# Armed Forces Bowl
L' Armed Forces Bowl est un match annuel d'après saison régulière de football américain de niveau universitaire se déroulant depuis 2003.
Le nom complet de l’événement change au fil des ans en fonction du sponsor du nom du bowl.
En 2003, la société Plains Capital Bank sponsorisant le match le bowl était dénommé PlainsCapital Fort Worth Bowl.
Il n'y eut pas de sponsoring en 2005.
En 2006, la société Bell Helicopter Textron basée à Fort Worth repris le sponsoring modifiant le nom en Bell Helicopter Armed Forces Bowl. La société de télécommunications Alltel était présumée reprendre le sponsoring mais se retira finalement des négociations.
Depuis la saison 2014, c'est la société Lockheed Martin, spécialisée dans l’aérospatiale et la défense, qui sponsorise l’événement.
Le match est un des six bowl produits par la chaîne ESPN Regional Television (ou ESPN Plus) et retransmis annuellement depuis sa création sur ESPN.
Armed Forces Insurance est également un partenaire du bowl et sponsorise le "Great American Patriot Award" présenté à la mi-temps du match depuis 2008.

## Liens avec les Conférences
Le match opposa jusqu'en 2005 une équipe de la Mountain West Conference à une formation de la Big 12 Conference.
Le contrat avec la Big 12 Conference cessant à partir de 2006, un contrat fut établi jusqu'en 2009 avec la Pacific-10 Conference et la Conference USA .
La Pac-10 était qualifiée pour jouer les années impaires soit 2007, la C-USA les années paires soit 2006 et 2008.
En 2009, la Pac-10 ne put envoyer d'équipe éligible et fut remplacée par une équipé éligible de la C-USA.
En 2010, la Mountain West Conference n'ayant pas assez d'équipe éligible, c'est l'Army qui fut opposé à SMU de la C-USA.
Le 27 avril 2011, il fut annoncé que si l'équipe de Brigham Young University (ancienne équipe de la Mountain West Conference (MWC) et actuellement faisant partie des équipes Indépendants) était éligible et non qualifiée pour un bowl majeur, elle pourrait également être invitée à participer au bowl. Brigham Young University fut de fait qualifié pour le bowl de 2011.
Le match met actuellement en présence une équipe de la Mountain West Conference à une équipe de la Conference USA. Si une de ces conférences ne dispose pas d'assez d'équipe éligible, l'Army ou la Navy (si elles sont éligibles et ce en alternance en fonction des années paires et impaires) seront invitées à participer au bowl.
En 2013, la partie oppose la Navy à une équipe de la Mountain West Conference.
À partir de la saison 2014, voici les diverses équipes/conférences qui joueront les 5 prochaines édition du Lockheed Martin Armed Forces Bowl :
- saison 2014 (match le 02 janvier 2015) : American Athletic Conference / Atlantic Coast Conference
- saison 2015 : Big Ten Conference / Mountain West Conference
- saison 2016 : Navy / Big 12 Conference
- saison 2017 : Army / Big Ten Conference
- saison 2018 : American Athletic Conference / Big 12 Conference
- saison 2019 : Mountain West Conference / Big Ten Conference

## Stade
Le Match a lieu depuis sa création, au Amon G. Carter Stadium, stade de 44.008 places situé sur le campus universitaire de Texas Christian à Fort Worth (Texas).
Ce stade devant être rénové, les bowl de 2010 et 2011 se sont déroulés au Gerald J. Ford Stadium sur le campus de Southern Methodist University  à University Park près de Dallas.
Le bowl revint en 2012 à Fort Worth (Texas) dès la fin des travaux au Amon G. Carter Stadium.

## Ancien Logo

Logo de 2006 à 2011.
Logo de 2012 et 2013.
Logo du 20e anniversaire.

### Liste des Sponsors
- PlainsCapital Bank (2003–2004)
- Bell Helicopter (2006–2013)
- Lockheed Martin (2014–présent)

### Anciennes dénominations du bowl
- PlainsCapital Fort Worth Bowl (2003–2004)
- Fort Worth Bowl (2005)
- Bell Helicopter Armed Forces Bowl (2006-2013)

## Palmarès
M.à.j. le 23 décembre 2021
| Dates            | Vainqueurs              | Scores  | Finalistes              | Assistances | Conférences         | Notes      |
| ---------------- | ----------------------- | ------- | ----------------------- | ----------- | ------------------- | ---------- |
| 23 décembre 2003 | Boise State (11-1)      | 34-31   | TCU (12-1)              | 38 028      | MWC - C-USA         |            |
| 23 décembre 2004 | Cincinnati (6-5)        | 32-14   | Marshall (6-5)          | 37 902      | C-USA -MAC          |            |
| 23 décembre 2005 | Kansas (6-5)            | 42-13   | Houston (6-5)           | 33 505      | Big 12 - C-USA      |            |
| 23 décembre 2006 | Utah (8-4)              | 25-13   | Tulsa (7-5)             | 32 412      | MWC - C-USA         |            |
| 31 décembre 2007 | California (9-3)        | 42-36   | Air Force (6-6)         | 44 009      | Pac-10 - MWC        |            |
| 31 décembre 2008 | Houston (7-5)           | 34-28   | Air Force (8-4)         | 41 127      | C-USA - MWC         |            |
| 31 décembre 2009 | Air Force (10-3)        | 47-20   | Houston (7-5)           | 41 414      | MWC - C-USA         |            |
| 30 décembre 2010 | Army (6-6)              | 16-14   | SMU (7-6)               | 36 742      | Independant - C-USA |            |
| 30 décembre 2011 | BYU (9-3)               | 24-21   | Tulsa (8-4)             | 30 258      | Independant - C-USA |            |
| 29 décembre 2012 | Rice (6-6)              | 33-14   | Air Force (6-6)         | 40 754      | C-USA - MWC         |            |
| 30 décembre 2013 | Navy (8-4)              | 24-06   | Middle Tennessee (8-4)  | 39 246      | C-USA - Independant |            |
| 2 janvier 2015   | Houston (8-5)           | 35-34   | Pittsburgh (6-7)        | 37 888      | AAC - ACC           | Notes      |
| 29 décembre 2015 | California (7-5)        | 55-36   | Air Force (8-5)         | 38 915      | Pac-12 - MWC        | Notes      |
| 23 décembre 2016 | Louisiana Tech (8–4)    | 48-45   | #25 Navy (9-4)          | 40 542      | C-USA - AAC         | Notes      |
| 23 décembre 2017 | Army (9-3)              | 42-35   | San Diego(10-2)         | 35 986      | Ind. - MWC          | Notes      |
| 22 décembre 2018 | Army (10-2)             | 70-14   | Houston (8-4)           | 44 738      | Ind. - AAC          | Notes      |
| 4 janvier 2020   | Tulane (6-6)            | 30-13   | Southern Miss (7-5)     | 38 513      | AAC - C-USA         | Notes      |
| 31 décembre 2020 | Mississippi State (3-7) | 28-25   | Tulsa                   | 9 000       | SEC - AAC           | Notes      |
| 22 décembre 2021 | Army (8-4)              | 24 - 22 | Missouri (6-6)          | 34 888      | Ind. - SEC          | Notes      |
| 22 décembre 2022 | Air Force (9-3)         | 30 - 15 | Baylor (6-6) vs         | 43 875      | MWC - B12           | Notes      |
| 23 décembre 2023 | Air Force (8-4)         | 31 - 21 | 24 James Madison (11-1) | 30 828      | MWC - Sun Belt      | Notes (en) |
| 27 décembre 2024 | Navy (9-3)              | 21 - 20 | Oklahoma (6-6)          | 50 754      | AAC - SEC           | Notes      |

## Meilleurs Joueurs du Bowl (MVPs)
M.à.j. le 28 décembre 2024
| Dates            | Joueurs            | Équipes           | Postes |
| ---------------- | ------------------ | ----------------- | ------ |
| 23 décembre 2003 | Ryan Dinwiddie     | Boise State       | QB     |
| 23 décembre 2004 | Gino Guidugli      | Cincinnati        | QB     |
| 23 décembre 2005 | Jason Swanson      | Kansas            | QB     |
| 23 décembre 2006 | Louie Sakoda       | Utah              | P/K    |
| 23 décembre 2007 | Kevin Riley        | California        | QB     |
| 31 décembre 2008 | Bryce Beall        | Houston           | RB     |
| 31 décembre 2008 | Jared Tew          | Air Force         | FB     |
| 31 décembre 2009 | Asher Clark        | Air Force         | RB     |
| 31 décembre 2009 | Tyron Carrier      | Houston           | WR     |
| 30 décembre 2010 | Stephen Anderson   | Army              | LB     |
| 30 décembre 2010 | Darius Johnson     | SMU               | WR     |
| 30 décembre 2011 | Cody Hoffman       | BYU               | WR     |
| 30 décembre 2011 | Dexter McCoil      | Tulsa             | DB     |
| 29 décembre 2012 | Jordan Taylor      | Rice              | WR     |
| 29 décembre 2012 | Austin Niklaas     | Air Force         | LB     |
| 30 décembre 2013 | Keenan Reynolds    | Navy              | QB     |
| 30 décembre 2013 | T. T. Barber       | Middle Tennessee  | LB     |
| 2 janvier 2015   | Kenneth Farrow     | Houston           | RB     |
| 2 janvier 2015   | Chad Voytik        | Pittsburgh        | QB     |
| 29 décembre 2015 | Jared Goff         | California        | QB     |
| 29 décembre 2015 | Karson Roberts     | Air Force         | QB     |
| 23 décembre 2016 | Trent Taylor       | Louisiana Tech    | WR     |
| 23 décembre 2016 | Zach Abey          | Navy              | QB     |
| 23 décembre 2016 | Bradshaw Ahmad     | Army              | QB     |
| 23 décembre 2016 | Rashaad Penny      | San Diego State   | RB     |
| 22 décembre 2018 | Kelvin Hopkins     | Army              | QB     |
| 22 décembre 2018 | Romello Brooker    | Houston           | TE     |
| 4 janvier 2020   | Justin McMillan    | Tulane            | QB     |
| 4 janvier 2020   | Quez Watkins       | Southern Miss     | WR     |
| 31 décembre 2020 | Lideatrick Griffin | Mississippi State | WR/KR  |
| 31 décembre 2020 | Christian Williams | Tulsa             | DB     |
| 22 décembre 2021 | Cook Brady         | Missouri          | QB     |
| 22 décembre 2021 | Arik Smith         | Army              | LB     |
| 22 décembre 2022 | Haaziq Daniels     | Air Force         | QB     |
| 22 décembre 2022 | Dillon Doyle       | Baylor            | LB     |
| 23 décembre 2023 | Emmanuel Michel    | Air Force         | RB     |
| 27 décembre 2024 | Blake Horvath      | Navy              | QB     |

## Statistiques par Équipes

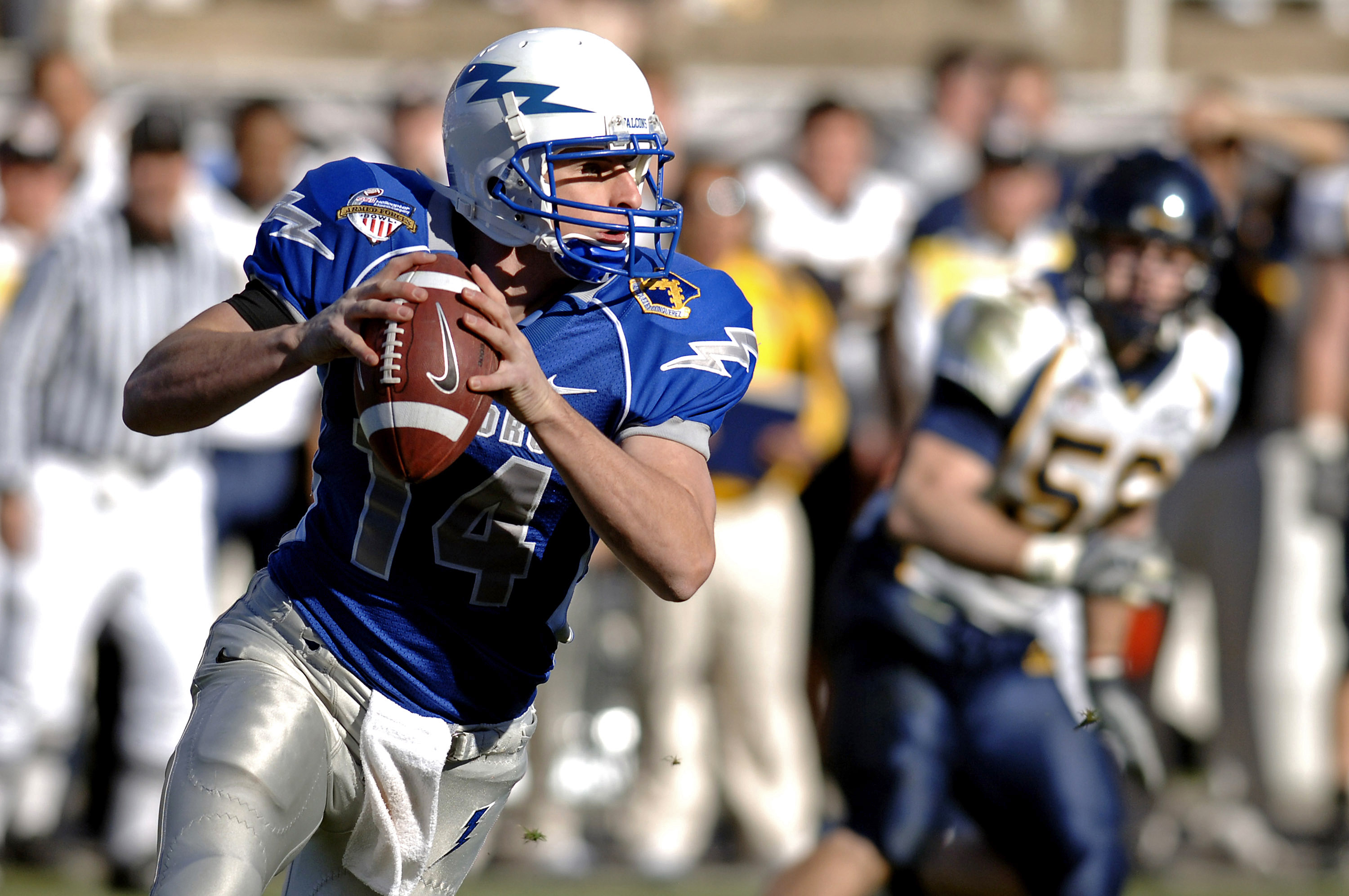
Air Force Falcons quarterback Shea Smith lors du Armed Forces Bowl de 2007.

M.à.j. le 28 décembre 2024
| Rang | Équipes                          | Apparitions | G-(N)-P |
| ---- | -------------------------------- | ----------- | ------- |
| 1    | Black Knights de l'Army          | 4           | 4-0     |
| 2    | Cougars de Houston               | 5           | 2-3     |
| 3    | Golden Bears de la Californie    | 2           | 2-0     |
| 4    | Falcons de l'Air Force           | 6           | 2-4     |
| 5    | Midshipmen de la Navy            | 3           | 2-1     |
| 6    | Falcons de l'Air Force           | 1           | 1-0     |
| 6    | Broncos de Boise State           | 1           | 1-0     |
| 6    | Cougars de BYU                   | 1           | 1-0     |
| 6    | Bearcats de Cincinnati           | 1           | 1-0     |
| 6    | Jayhawks du Kansas               | 1           | 1-0     |
| 6    | Bulldogs de Louisiana Tech       | 1           | 1-0     |
| 6    | Bulldogs de Mississippi State    | 1           | 1-0     |
| 6    | Owls de Rice                     | 1           | 1-0     |
| 6    | Green Wave de Tulane             | 1           | 1-0     |
| 6    | Utes de l'Utah                   | 1           | 1-0     |
| 16   | Bears de Baylor                  | 1           | 0-1     |
| 16   | Dukes de James Madison           | 1           | 0-1     |
| 16   | Thundering Herd de Marshall      | 1           | 0-1     |
| 16   | Blue Raiders de Middle Tennessee | 1           | 0-1     |
| 16   | Tigers du Missouri               | 1           | 0-1     |
| 16   | Panthers de Pittsburgh           | 1           | 0-1     |
| 16   | Aztecs de San Diego State        | 1           | 0-1     |
| 16   | Mustangs de SMU                  | 1           | 0-1     |
| 16   | Horned Frogs de TCU              | 1           | 0-1     |
| 16   | Golden Hurricane de Tulsa        | 1           | 0-1     |
| 16   | Golden Eagles de Southern Miss   | 1           | 0-1     |
| 16   | Sooners de l'Oklahoma            | 1           | 0-1     |
| 25   | Golden Hurricane de Tulsa        | 2           | 0-2     |

## Statistiques par Conférences
M.à.j. le 28 décembre 2024
| Conférences | Nb. d'apparition | Gagnés | Perdus | %    |
| ----------- | ---------------- | ------ | ------ | ---- |
| Ind.        | 6                | 6      | 0      | 100  |
| C-USA       | 12               | 4      | 8      | 33,3 |
| MWC         | 9                | 4      | 5      | 44,4 |
| AAC         | 6                | 3      | 3      | 50,0 |
| Big 12      | 2                | 1      | 1      | 50   |
| Pac-10      | 1                | 1      | 0      | 100  |
| Pac-12      | 1                | 1      | 0      | 100  |
| WAC         | 1                | 1      | 0      | 100  |
| SEC         | 3                | 1      | 2      | 33,3 |
| Sun Belt    | 1                | 0      | 1      | 0    |
| ACC         | 1                | 0      | 1      | 0    |
| MAC         | 1                | 0      | 1      | 0    |